# Coupe des clubs champions européens de handball 1962-1963
Navigation
Coupe des clubs champions 1961-1962 Coupe des clubs champions 1964-1965
La Coupe des clubs champions européens 1962-1963 met aux prises 22 équipes européennes. Il s’agit de la 5e édition de la Coupe des clubs champions européens masculin de handball, organisée par l’IHF. 
Le vainqueur est le club tchécoslovaque du HC Dukla Prague.

## Participants
| Deuxième tour | Deuxième tour | Deuxième tour | Deuxième tour | Deuxième tour | Deuxième tour | Deuxième tour | Deuxième tour | Deuxième tour | Deuxième tour | Deuxième tour | Deuxième tour | Deuxième tour | Deuxième tour | Deuxième tour | Deuxième tour | Deuxième tour | Deuxième tour | Deuxième tour | Deuxième tour | Deuxième tour | Deuxième tour | Deuxième tour | Deuxième tour | Deuxième tour | Deuxième tour | Deuxième tour | Deuxième tour | Deuxième tour | Deuxième tour |
| --- | --- | --- | --- | --- | --- | --- | --- | --- | --- | --- | --- | --- | --- | --- | --- | --- | --- | --- | --- | --- | --- | --- | --- | --- | --- | --- | --- | --- | --- |
| - Frisch Auf Göppingen : Tenant du titre - SC DHfK Leipzig : Champion d'Allemagne de l'Est - Arsenal Helsinki : Champion de Finlande - PUC Paris : Champion de France 1962 - IK Fredensborg Oslo : ?                                                            | - Frisch Auf Göppingen : Tenant du titre - SC DHfK Leipzig : Champion d'Allemagne de l'Est - Arsenal Helsinki : Champion de Finlande - PUC Paris : Champion de France 1962 - IK Fredensborg Oslo : ?                                                            | - Frisch Auf Göppingen : Tenant du titre - SC DHfK Leipzig : Champion d'Allemagne de l'Est - Arsenal Helsinki : Champion de Finlande - PUC Paris : Champion de France 1962 - IK Fredensborg Oslo : ?                                                            | - Frisch Auf Göppingen : Tenant du titre - SC DHfK Leipzig : Champion d'Allemagne de l'Est - Arsenal Helsinki : Champion de Finlande - PUC Paris : Champion de France 1962 - IK Fredensborg Oslo : ?                                                            | - Frisch Auf Göppingen : Tenant du titre - SC DHfK Leipzig : Champion d'Allemagne de l'Est - Arsenal Helsinki : Champion de Finlande - PUC Paris : Champion de France 1962 - IK Fredensborg Oslo : ?                                                            | - Frisch Auf Göppingen : Tenant du titre - SC DHfK Leipzig : Champion d'Allemagne de l'Est - Arsenal Helsinki : Champion de Finlande - PUC Paris : Champion de France 1962 - IK Fredensborg Oslo : ?                                                            | - Frisch Auf Göppingen : Tenant du titre - SC DHfK Leipzig : Champion d'Allemagne de l'Est - Arsenal Helsinki : Champion de Finlande - PUC Paris : Champion de France 1962 - IK Fredensborg Oslo : ?                                                            | - Frisch Auf Göppingen : Tenant du titre - SC DHfK Leipzig : Champion d'Allemagne de l'Est - Arsenal Helsinki : Champion de Finlande - PUC Paris : Champion de France 1962 - IK Fredensborg Oslo : ?                                                            | - Frisch Auf Göppingen : Tenant du titre - SC DHfK Leipzig : Champion d'Allemagne de l'Est - Arsenal Helsinki : Champion de Finlande - PUC Paris : Champion de France 1962 - IK Fredensborg Oslo : ?                                                            | - Frisch Auf Göppingen : Tenant du titre - SC DHfK Leipzig : Champion d'Allemagne de l'Est - Arsenal Helsinki : Champion de Finlande - PUC Paris : Champion de France 1962 - IK Fredensborg Oslo : ?                                                            | - Frisch Auf Göppingen : Tenant du titre - SC DHfK Leipzig : Champion d'Allemagne de l'Est - Arsenal Helsinki : Champion de Finlande - PUC Paris : Champion de France 1962 - IK Fredensborg Oslo : ?                                                            | - Frisch Auf Göppingen : Tenant du titre - SC DHfK Leipzig : Champion d'Allemagne de l'Est - Arsenal Helsinki : Champion de Finlande - PUC Paris : Champion de France 1962 - IK Fredensborg Oslo : ?                                                            | - Frisch Auf Göppingen : Tenant du titre - SC DHfK Leipzig : Champion d'Allemagne de l'Est - Arsenal Helsinki : Champion de Finlande - PUC Paris : Champion de France 1962 - IK Fredensborg Oslo : ?                                                            | - Frisch Auf Göppingen : Tenant du titre - SC DHfK Leipzig : Champion d'Allemagne de l'Est - Arsenal Helsinki : Champion de Finlande - PUC Paris : Champion de France 1962 - IK Fredensborg Oslo : ?                                                            | - Frisch Auf Göppingen : Tenant du titre - SC DHfK Leipzig : Champion d'Allemagne de l'Est - Arsenal Helsinki : Champion de Finlande - PUC Paris : Champion de France 1962 - IK Fredensborg Oslo : ?                                                            | - Dinamo Bucarest : Champion de Roumanie - IK Heim : champion de Suède - HC Dukla Prague : Champion de Tchécoslovaquie - Burevestnik Tbilissi : Champion d'Union soviétique - RK Zagreb : Champion de Yougoslavie                                           | - Dinamo Bucarest : Champion de Roumanie - IK Heim : champion de Suède - HC Dukla Prague : Champion de Tchécoslovaquie - Burevestnik Tbilissi : Champion d'Union soviétique - RK Zagreb : Champion de Yougoslavie                                           | - Dinamo Bucarest : Champion de Roumanie - IK Heim : champion de Suède - HC Dukla Prague : Champion de Tchécoslovaquie - Burevestnik Tbilissi : Champion d'Union soviétique - RK Zagreb : Champion de Yougoslavie                                           | - Dinamo Bucarest : Champion de Roumanie - IK Heim : champion de Suède - HC Dukla Prague : Champion de Tchécoslovaquie - Burevestnik Tbilissi : Champion d'Union soviétique - RK Zagreb : Champion de Yougoslavie                                           | - Dinamo Bucarest : Champion de Roumanie - IK Heim : champion de Suède - HC Dukla Prague : Champion de Tchécoslovaquie - Burevestnik Tbilissi : Champion d'Union soviétique - RK Zagreb : Champion de Yougoslavie                                           | - Dinamo Bucarest : Champion de Roumanie - IK Heim : champion de Suède - HC Dukla Prague : Champion de Tchécoslovaquie - Burevestnik Tbilissi : Champion d'Union soviétique - RK Zagreb : Champion de Yougoslavie                                           | - Dinamo Bucarest : Champion de Roumanie - IK Heim : champion de Suède - HC Dukla Prague : Champion de Tchécoslovaquie - Burevestnik Tbilissi : Champion d'Union soviétique - RK Zagreb : Champion de Yougoslavie                                           | - Dinamo Bucarest : Champion de Roumanie - IK Heim : champion de Suède - HC Dukla Prague : Champion de Tchécoslovaquie - Burevestnik Tbilissi : Champion d'Union soviétique - RK Zagreb : Champion de Yougoslavie                                           | - Dinamo Bucarest : Champion de Roumanie - IK Heim : champion de Suède - HC Dukla Prague : Champion de Tchécoslovaquie - Burevestnik Tbilissi : Champion d'Union soviétique - RK Zagreb : Champion de Yougoslavie                                           | - Dinamo Bucarest : Champion de Roumanie - IK Heim : champion de Suède - HC Dukla Prague : Champion de Tchécoslovaquie - Burevestnik Tbilissi : Champion d'Union soviétique - RK Zagreb : Champion de Yougoslavie                                           | - Dinamo Bucarest : Champion de Roumanie - IK Heim : champion de Suède - HC Dukla Prague : Champion de Tchécoslovaquie - Burevestnik Tbilissi : Champion d'Union soviétique - RK Zagreb : Champion de Yougoslavie                                           | - Dinamo Bucarest : Champion de Roumanie - IK Heim : champion de Suède - HC Dukla Prague : Champion de Tchécoslovaquie - Burevestnik Tbilissi : Champion d'Union soviétique - RK Zagreb : Champion de Yougoslavie                                           | - Dinamo Bucarest : Champion de Roumanie - IK Heim : champion de Suède - HC Dukla Prague : Champion de Tchécoslovaquie - Burevestnik Tbilissi : Champion d'Union soviétique - RK Zagreb : Champion de Yougoslavie                                           | - Dinamo Bucarest : Champion de Roumanie - IK Heim : champion de Suède - HC Dukla Prague : Champion de Tchécoslovaquie - Burevestnik Tbilissi : Champion d'Union soviétique - RK Zagreb : Champion de Yougoslavie                                           | - Dinamo Bucarest : Champion de Roumanie - IK Heim : champion de Suède - HC Dukla Prague : Champion de Tchécoslovaquie - Burevestnik Tbilissi : Champion d'Union soviétique - RK Zagreb : Champion de Yougoslavie                                           |
| Premier tour | | | | | | | | | | | | | | | | | | | | | | | | | | | | | |
| - THW Kiel : Champion d'Allemagne de l'Ouest - WAT Atzgersdorf : Champion d'Autriche - OC Flémallois : Champion de Belgique 1962 - IK Skovbakken : Champion du Danemark - Atlético de Madrid : Champion d'Espagne - Budapest Spartacus SC : Champion de Hongrie | - THW Kiel : Champion d'Allemagne de l'Ouest - WAT Atzgersdorf : Champion d'Autriche - OC Flémallois : Champion de Belgique 1962 - IK Skovbakken : Champion du Danemark - Atlético de Madrid : Champion d'Espagne - Budapest Spartacus SC : Champion de Hongrie | - THW Kiel : Champion d'Allemagne de l'Ouest - WAT Atzgersdorf : Champion d'Autriche - OC Flémallois : Champion de Belgique 1962 - IK Skovbakken : Champion du Danemark - Atlético de Madrid : Champion d'Espagne - Budapest Spartacus SC : Champion de Hongrie | - THW Kiel : Champion d'Allemagne de l'Ouest - WAT Atzgersdorf : Champion d'Autriche - OC Flémallois : Champion de Belgique 1962 - IK Skovbakken : Champion du Danemark - Atlético de Madrid : Champion d'Espagne - Budapest Spartacus SC : Champion de Hongrie | - THW Kiel : Champion d'Allemagne de l'Ouest - WAT Atzgersdorf : Champion d'Autriche - OC Flémallois : Champion de Belgique 1962 - IK Skovbakken : Champion du Danemark - Atlético de Madrid : Champion d'Espagne - Budapest Spartacus SC : Champion de Hongrie | - THW Kiel : Champion d'Allemagne de l'Ouest - WAT Atzgersdorf : Champion d'Autriche - OC Flémallois : Champion de Belgique 1962 - IK Skovbakken : Champion du Danemark - Atlético de Madrid : Champion d'Espagne - Budapest Spartacus SC : Champion de Hongrie | - THW Kiel : Champion d'Allemagne de l'Ouest - WAT Atzgersdorf : Champion d'Autriche - OC Flémallois : Champion de Belgique 1962 - IK Skovbakken : Champion du Danemark - Atlético de Madrid : Champion d'Espagne - Budapest Spartacus SC : Champion de Hongrie | - THW Kiel : Champion d'Allemagne de l'Ouest - WAT Atzgersdorf : Champion d'Autriche - OC Flémallois : Champion de Belgique 1962 - IK Skovbakken : Champion du Danemark - Atlético de Madrid : Champion d'Espagne - Budapest Spartacus SC : Champion de Hongrie | - THW Kiel : Champion d'Allemagne de l'Ouest - WAT Atzgersdorf : Champion d'Autriche - OC Flémallois : Champion de Belgique 1962 - IK Skovbakken : Champion du Danemark - Atlético de Madrid : Champion d'Espagne - Budapest Spartacus SC : Champion de Hongrie | - THW Kiel : Champion d'Allemagne de l'Ouest - WAT Atzgersdorf : Champion d'Autriche - OC Flémallois : Champion de Belgique 1962 - IK Skovbakken : Champion du Danemark - Atlético de Madrid : Champion d'Espagne - Budapest Spartacus SC : Champion de Hongrie | - THW Kiel : Champion d'Allemagne de l'Ouest - WAT Atzgersdorf : Champion d'Autriche - OC Flémallois : Champion de Belgique 1962 - IK Skovbakken : Champion du Danemark - Atlético de Madrid : Champion d'Espagne - Budapest Spartacus SC : Champion de Hongrie | - THW Kiel : Champion d'Allemagne de l'Ouest - WAT Atzgersdorf : Champion d'Autriche - OC Flémallois : Champion de Belgique 1962 - IK Skovbakken : Champion du Danemark - Atlético de Madrid : Champion d'Espagne - Budapest Spartacus SC : Champion de Hongrie | - THW Kiel : Champion d'Allemagne de l'Ouest - WAT Atzgersdorf : Champion d'Autriche - OC Flémallois : Champion de Belgique 1962 - IK Skovbakken : Champion du Danemark - Atlético de Madrid : Champion d'Espagne - Budapest Spartacus SC : Champion de Hongrie | - THW Kiel : Champion d'Allemagne de l'Ouest - WAT Atzgersdorf : Champion d'Autriche - OC Flémallois : Champion de Belgique 1962 - IK Skovbakken : Champion du Danemark - Atlético de Madrid : Champion d'Espagne - Budapest Spartacus SC : Champion de Hongrie | - THW Kiel : Champion d'Allemagne de l'Ouest - WAT Atzgersdorf : Champion d'Autriche - OC Flémallois : Champion de Belgique 1962 - IK Skovbakken : Champion du Danemark - Atlético de Madrid : Champion d'Espagne - Budapest Spartacus SC : Champion de Hongrie | - Fram Reykjavik : Champion d'Islande - HB Dudelange : Champion du Luxembourg - Operatie '55 La Haye : Champion des Pays-Bas - Śląsk Wrocław : Champion de Pologne - Benfica Lisbonne : Champion du Portugal - Grasshopper Club Zurich : Champion de Suisse | - Fram Reykjavik : Champion d'Islande - HB Dudelange : Champion du Luxembourg - Operatie '55 La Haye : Champion des Pays-Bas - Śląsk Wrocław : Champion de Pologne - Benfica Lisbonne : Champion du Portugal - Grasshopper Club Zurich : Champion de Suisse | - Fram Reykjavik : Champion d'Islande - HB Dudelange : Champion du Luxembourg - Operatie '55 La Haye : Champion des Pays-Bas - Śląsk Wrocław : Champion de Pologne - Benfica Lisbonne : Champion du Portugal - Grasshopper Club Zurich : Champion de Suisse | - Fram Reykjavik : Champion d'Islande - HB Dudelange : Champion du Luxembourg - Operatie '55 La Haye : Champion des Pays-Bas - Śląsk Wrocław : Champion de Pologne - Benfica Lisbonne : Champion du Portugal - Grasshopper Club Zurich : Champion de Suisse | - Fram Reykjavik : Champion d'Islande - HB Dudelange : Champion du Luxembourg - Operatie '55 La Haye : Champion des Pays-Bas - Śląsk Wrocław : Champion de Pologne - Benfica Lisbonne : Champion du Portugal - Grasshopper Club Zurich : Champion de Suisse | - Fram Reykjavik : Champion d'Islande - HB Dudelange : Champion du Luxembourg - Operatie '55 La Haye : Champion des Pays-Bas - Śląsk Wrocław : Champion de Pologne - Benfica Lisbonne : Champion du Portugal - Grasshopper Club Zurich : Champion de Suisse | - Fram Reykjavik : Champion d'Islande - HB Dudelange : Champion du Luxembourg - Operatie '55 La Haye : Champion des Pays-Bas - Śląsk Wrocław : Champion de Pologne - Benfica Lisbonne : Champion du Portugal - Grasshopper Club Zurich : Champion de Suisse | - Fram Reykjavik : Champion d'Islande - HB Dudelange : Champion du Luxembourg - Operatie '55 La Haye : Champion des Pays-Bas - Śląsk Wrocław : Champion de Pologne - Benfica Lisbonne : Champion du Portugal - Grasshopper Club Zurich : Champion de Suisse | - Fram Reykjavik : Champion d'Islande - HB Dudelange : Champion du Luxembourg - Operatie '55 La Haye : Champion des Pays-Bas - Śląsk Wrocław : Champion de Pologne - Benfica Lisbonne : Champion du Portugal - Grasshopper Club Zurich : Champion de Suisse | - Fram Reykjavik : Champion d'Islande - HB Dudelange : Champion du Luxembourg - Operatie '55 La Haye : Champion des Pays-Bas - Śląsk Wrocław : Champion de Pologne - Benfica Lisbonne : Champion du Portugal - Grasshopper Club Zurich : Champion de Suisse | - Fram Reykjavik : Champion d'Islande - HB Dudelange : Champion du Luxembourg - Operatie '55 La Haye : Champion des Pays-Bas - Śląsk Wrocław : Champion de Pologne - Benfica Lisbonne : Champion du Portugal - Grasshopper Club Zurich : Champion de Suisse | - Fram Reykjavik : Champion d'Islande - HB Dudelange : Champion du Luxembourg - Operatie '55 La Haye : Champion des Pays-Bas - Śląsk Wrocław : Champion de Pologne - Benfica Lisbonne : Champion du Portugal - Grasshopper Club Zurich : Champion de Suisse | - Fram Reykjavik : Champion d'Islande - HB Dudelange : Champion du Luxembourg - Operatie '55 La Haye : Champion des Pays-Bas - Śląsk Wrocław : Champion de Pologne - Benfica Lisbonne : Champion du Portugal - Grasshopper Club Zurich : Champion de Suisse | - Fram Reykjavik : Champion d'Islande - HB Dudelange : Champion du Luxembourg - Operatie '55 La Haye : Champion des Pays-Bas - Śląsk Wrocław : Champion de Pologne - Benfica Lisbonne : Champion du Portugal - Grasshopper Club Zurich : Champion de Suisse | - Fram Reykjavik : Champion d'Islande - HB Dudelange : Champion du Luxembourg - Operatie '55 La Haye : Champion des Pays-Bas - Śląsk Wrocław : Champion de Pologne - Benfica Lisbonne : Champion du Portugal - Grasshopper Club Zurich : Champion de Suisse |

## Tour préliminaire

### Premier tour
| Équipe 1              | Résultat          | Équipe 2                |
| --------------------- | ----------------- | ----------------------- |
| THW Kiel              | 19 – 11           | Śląsk Wrocław           |
| OC Flémallois         | 17 – 11           | HB Dudelange            |
| Atlético de Madrid    | 13 – 6            | Benfica Lisbonne        |
| IK Skovbakken         | 28 – 27ap (24-24) | Fram Reykjavik          |
| Operatie '55 La Haye  | 7 – 12            | Grasshopper Club Zurich |
| Budapest Spartacus SC | 25 – 14           | WAT Atzgersdorf         |

### Deuxième tour
| Équipe 1                | Résultat | Équipe 2              |
| ----------------------- | -------- | --------------------- |
| HC Dukla Prague         | 18 – 12  | THW Kiel              |
| SC DHfK Leipzig         | 25 – 17  | Burevestnik Tbilissi  |
| Frisch Auf Göppingen    | 40 – 14  | OC Flémallois         |
| PUC Paris               | 11 – 18  | Atlético de Madrid    |
| Arsenal Helsinki        | 20 – 27  | IK Heim               |
| IK Fredensborg Oslo     | 9 – 10   | IK Skovbakken         |
| Grasshopper Club Zurich | 15 – 26  | RK Zagreb             |
| Dinamo Bucarest         | 24 – 11  | Budapest Spartacus SC |

## Phase finale
| \| Leipzig Göppingen Prague Heim Madrid Skovbakken Zagreb Bucarest \| Localisation des équipes en phase finale. |
| Leipzig Göppingen Prague Heim Madrid Skovbakken Zagreb Bucarest                                                 |

|  | Quarts de finale     | Quarts de finale     | Quarts de finale     | Quarts de finale     |                 |                 | Demi-finales | Demi-finales | Demi-finales | Demi-finales |  |  | Finale               | Finale | Finale | Finale |
|  |                      |                      |                      |                      |                 |                 |              |              |              |              |  |  |                      |        |        |        |
|  |                      |                      |                      |                      |                 |                 |              |              |              |              |  |  | 6 avril 1963 - Paris |        |        |        |
|  |                      |                      |                      |                      |                 |                 |              |              |              |              |  |  |                      |        |        |        |
|  | SC DHfK Leipzig      | SC DHfK Leipzig      | 14                   | 11                   |                 |                 |              |              |              |              |  |  |                      |        |        |        |
|  | SC DHfK Leipzig      | SC DHfK Leipzig      | 14                   | 11                   |                 |                 |              |              |              |              |  |  |                      |        |        |        |
|  | HC Dukla Prague      | HC Dukla Prague      | 9                    | 21                   |                 |                 |              |              |              |              |  |  |                      |        |        |        |
|  | HC Dukla Prague      | HC Dukla Prague      | 9                    | 21                   | HC Dukla Prague | HC Dukla Prague | 9            | 24           |              |              |  |  |                      |        |        |        |
|  |                      |                      |                      |                      | HC Dukla Prague | HC Dukla Prague | 9            | 24           |              |              |  |  |                      |        |        |        |
|  |                      |                      | Frisch Auf Göppingen | Frisch Auf Göppingen | 7               | 14              |              |              |              |              |  |  |                      |        |        |        |
|  | Frisch Auf Göppingen | Frisch Auf Göppingen | Frisch Auf Göppingen | Frisch Auf Göppingen | 7               | 14              | 19           | 9            |              |              |  |  |                      |        |        |        |
|  | Frisch Auf Göppingen | Frisch Auf Göppingen |                      |                      |                 |                 |              | 9            |              |              |  |  |                      |        |        |        |
|  | Atlético de Madrid   | Atlético de Madrid   | 10                   | 12                   |                 |                 |              |              |              |              |  |  |                      |        |        |        |
|  | Atlético de Madrid   | Atlético de Madrid   | 10                   | 12                   | HC Dukla Prague | HC Dukla Prague | 15 (13)      | 15 (13)      |              |              |  |  |                      |        |        |        |
|  |                      |                      |                      |                      | HC Dukla Prague | HC Dukla Prague | 15 (13)      | 15 (13)      |              |              |  |  |                      |        |        |        |
|  |                      |                      | Dinamo Bucarest      | Dinamo Bucarest      | 13 (13)         | 13 (13)         |              |              |              |              |  |  |                      |        |        |        |
|  | IK Heim              | IK Heim              | Dinamo Bucarest      | Dinamo Bucarest      | 13 (13)         | 13 (13)         | 19           | 14           |              |              |  |  |                      |        |        |        |
|  | IK Heim              | IK Heim              |                      |                      |                 |                 |              |              |              |              |  |  |                      |        |        |        |
|  | IK Skovbakken        | IK Skovbakken        | 17                   | 21                   |                 |                 |              |              |              |              |  |  |                      |        |        |        |
|  | IK Skovbakken        | IK Skovbakken        | 17                   | 21                   | IK Skovbakken   | IK Skovbakken   | 12           | 10           |              |              |  |  |                      |        |        |        |
|  |                      |                      |                      |                      | IK Skovbakken   | IK Skovbakken   | 12           | 10           |              |              |  |  |                      |        |        |        |
|  |                      |                      | Dinamo Bucarest      | Dinamo Bucarest      | 14              | 14              |              |              |              |              |  |  |                      |        |        |        |
|  | Dinamo Bucarest      | Dinamo Bucarest      | Dinamo Bucarest      | Dinamo Bucarest      | 14              | 14              | 22           | 9            |              |              |  |  |                      |        |        |        |
|  | Dinamo Bucarest      | Dinamo Bucarest      |                      |                      |                 |                 |              | 9            |              |              |  |  |                      |        |        |        |
|  | RK Zagreb            | RK Zagreb            | 8                    | 8                    |                 |                 |              |              |              |              |  |  |                      |        |        |        |
|  | RK Zagreb            | RK Zagreb            | 8                    | 8                    |                 |                 |              |              |              |              |  |  |                      |        |        |        |
|  |                      |                      |                      |                      |                 |                 |              |              |              |              |  |  |                      |        |        |        |

### Quarts de finale
| Équipe               | Aller   | Total   | Retour  | Équipe             |
| -------------------- | ------- | ------- | ------- | ------------------ |
| SC DHfK Leipzig      | 14 – 9  | 25 – 30 | 11 – 21 | HC Dukla Prague    |
| Frisch Auf Göppingen | 19 – 10 | 28 – 22 | 9 – 12  | Atlético de Madrid |
| IK Heim              | 19 – 17 | 33 – 38 | 14 – 21 | IK Skovbakken      |
| Dinamo Bucarest      | 22 – 8  | 31 – 16 | 9 – 8   | RK Zagreb          |

### Demi-finales
| Équipe               | Aller   | Total   | Retour  | Équipe          |
| -------------------- | ------- | ------- | ------- | --------------- |
| Frisch Auf Göppingen | 7 – 9   | 21 – 33 | 14 – 24 | HC Dukla Prague |
| IK Skovbakken        | 12 – 14 | 22 – 28 | 10 – 14 | Dinamo Bucarest |

### Finale
La finale se disputa sur une seule rencontre, le samedi 6 avril 1963, à Paris en France.
| Club            | Score             | Club            |
| --------------- | ----------------- | --------------- |
| HC Dukla Prague | 15 – 13ap (13-13) | Dinamo Bucarest |

## Le champion d'Europe
| Champion d'Europe - Coupe des clubs champions 1962-1963 HC Dukla Prague 2e titre |